# Книги крови
Книги крови — цикл рассказов английского писателя Клайва Баркера.
Цикл включает в себя шесть книг, озаглавленных с «Том 1» по «Том 6». Впоследствии был переиздан в двух книгах (по три тома в каждой). Первая из этих книг включала предисловие ливерпульского писателя, друга Баркера Рэмси Кэмпбелла.
Книги публиковались с 1984 по 1986 год. Публикация первого тома принесла Баркеру известность. Он был удостоен Британской и Всемирной премии фэнтези. Стивен Кинг после выхода «Книг Крови» назвал Баркера «будущим жанра ужасов».
Рассказы цикла преимущественно представляют жанр хоррор, однако, как и во многих других произведениях Баркера, они совмещают в себе и многие жанры, прежде всего городское фэнтези. Как правило, действие в них происходит в наши дни с совершенно обычными людьми, оказавшимися внезапно втянутыми в таинственные и опасные события.
Обложки некоторых изданий оформлены лично Баркером. Восемнадцать историй из цикла «Книги Крови» были выпущены в виде комиксов Tapping the Vein издательством Eclipse Comics.

## Список рассказов и краткое содержание

### Том 1
«У мертвых свои магистрали. Проложенные в тех неприветливых пустырях, что начинаются за пределами нашей жизни, они заполнены потоками уходящих душ. Их тревожный гул можно услышать в глубоких изъянах мироздания — он доносится из выбоин и трещин, оставленных жестокостью, насилием и пороком. Их лихорадочную сутолоку можно мельком увидеть, когда сердце готово разорваться на части, — именно тогда взору открывается то, чему положено быть тайным». Эта цитата как нельзя более точно передает суть знаменитых сборников Клайва Баркера, объединенных общим названием «Книги крови» и ставших классикой не только мистики, но и литературы в целом.

#### Книга крови
Рассказ-пролог, описывающий появление на свет «Книг крови».
Группа ученых во главе с Мэри Флореску изучает паранормальную активность в особняке с привидениями. Заручившись поддержкой медиума Саймона Макнила, они не подозревают, что тот является обычным самозванцем, решившим подзаработать. Макнил же в свою очередь не знает, что и вправду наделен экстрасенсорными способностями. Он делает вид, будто пытается установить контакт с потусторонним миром, и эти кривляния пробуждают гнев мертвых: они пересекают границу миров и вырезают тексты «Книг крови» осколками стекла на теле Макнила.
Дальнейшая судьба главных героев описана в рассказе-эпилоге «На улице Иерусалима» в конце 6-го тома.

#### Полночный поезд с мясом
Леон Кауфман засыпает в метро по пути с работы домой. Проснувшись, он обнаруживает, что проспал свою станцию. Заглянув в соседний вагон, Кауфман видит сцену жестокого убийства: человек по имени Махогани убил нескольких человек, выпотрошил тела и развесил их на поручнях вагона. Обнаружив свидетеля, Махогани пытается его уничтожить, но, защищаясь, Кауфман убивает Махогани. Поезд заканчивает свой путь далеко за конечной станцией в катакомбах, которые служат приютом для древних ужасных существ. Выясняется, что они являются тайными хозяевами города, и их существование всегда прикрывалось властями и полицией. Существа вырывают Кауфману язык, обеспечивая его молчание, и возлагают на него обязанности Махогани: палача и поставщика пищи.

#### Йеттеринг и Джек
Единственный во всем цикле юмористический рассказ.
Младший демон по имени Йеттеринг преследует заурядного служащего Джека Поло, чья душа была обещана Вельзевулу отцом Джека, но избежала этой участи благодаря его матери. Невидимый Йеттеринг изо всех сил устраивает в доме бедлам с целью сломить Джека — кипятит воду в аквариуме, разбрасывает предметы, блокирует дверные замки — однако Джек упорно продолжает игнорировать демона, демонстративно списывая все на бытовые неурядицы. Взбешенный демон, спровоцированный Джеком, нарушает два главных закона: не покидать жилища жертвы и не прикасаться к ней, в результате чего становится слугой Джека.

#### Свиной кровавый блюз
Бывший полицейский Рэдмен устраивается на работу в колонию для несовершеннолетних. Вскоре он узнает, что мальчик по имени Хенесси бесследно исчез незадолго до этого. Во дворе заведения Рэдмен обнаруживает хлев, в котором держат огромную свинью. Осваиваясь в среде подростков, Рэдмен начинает видеть в их взаимоотношениях признаки странного культа, а мальчик Томми сообщает ему, будто Хенесси никуда не исчезал: якобы он сознательно покончил с собой, повесившись в хлеву, чтобы его дух переселился в свинью и жил там вечно.

#### Секс, смерть и сиянье звезд
Терри Каллоуэй занимается постановкой пьесы Шекспира «Двенадцатая ночь», которая должна стать последней для разорившегося театра Элизиум. На главную роль Терри назначает свою любовницу Диану Дюваль, в прошлом успешную телезвезду, в надежде, что её имя спасет постановку. Однажды к нему приходит таинственный человек, назвавшийся Литчфилдом. Он утверждает, что Диана играет отвратительно, и спасти спектакль может только его жена Констанция, имевшая триумфальный успех в этом театре ранее. Вскоре выясняется, что Литчфилд и его жена действительно прославили театр Элизиум много лет назад — до того, как умерли. Свой последний спектакль театр дает перед аудиторией, восставшей ради этого из могил.

#### В горах, в городах
Мик и Джуд, любовники-гомосексуалы, совершают романтическое путешествие по Югославии. В это же время два маленьких горных городка, Пополак и Подуево, готовятся к ежегодному праздничному ритуалу: жители каждого города, становясь друг на друга, выстраивают из собственных тел фигуру исполинского человека. Два великана должны сойтись в поединке, однако один человек в «ногах» Подуево надрывается, не выдержав тяжести, и конструкция, рушась, превращается в груду мяса и реку крови. Пополак же, идущий с триумфальной песней по холмам, несет смерть и безумие — в том числе смерть Джуда и безумие Мика, запрыгивающего на великана, чтобы стать его частью.

### Том 2

#### Страх
Студент-новичок Стив знакомится со старшекурсником Куэйдом, знакомящим его со своей теорией страха. Для того, чтобы оценить порог преодоления страха на практике, Куэйд похищает девушку-вегетарианку и закрывает её в помещении, где находится мясной стейк. Куэйд показывает ход эксперимента, снятого скрытой камерой, ошеломленному Стиву, который не подозревает, что он следующий на очереди в исследованиях Куэйда.

#### Адский забег
Раз в столетие в Лондоне проходит марафонский забег, в котором принимает участие представитель Сатаны, о чем соперники совершенно не подозревают. В случае его выигрыша Сатана воцарится на Земле. Одному из участников соревнования случайно открывается страшная правда и, жертвуя собой, он не дает возможности посланцу Ада победить в забеге.

#### Её последняя воля
Устав от жизни, Жаклин Эсс предпринимает безуспешную попытку самоубийства. Придя в себя, она обнаруживает, что стала обладательницей фантастической способности: силой разума изменять и деформировать тела людей. Её путь в поисках мужчины, который научил бы её контролировать эту силу, превращается в череду жестоких убийств, и даже встреченное наконец настоящее чувство не спасает влюбленных от смерти.

#### Кожа отцов
Время от времени на поверхность земли из зыбучих песков выходят ужасные чудовища. В один из таких визитов они насилуют женщину, и у неё рождается ребенок. Взрослея в человеческой семье он поначалу ничем не отличается от остальных детей, но вот монстры вновь выходят из песка, чтобы забрать его к себе.

#### Новое убийство на улице Морг
В Париж возвращается потомок знаменитого детектива С. Августа Дюпена, воспетого в своё время Эдгаром Алланом По. Возвращается, чтобы узнать о новом убийстве на улице Морг, совершенным с невероятной жестокостью, на которую способна лишь гигантская обезьяна.

### Том 3

#### Сын целлулоида
Скрывающийся от полиции, и смертельно раненый преступник Барбарио умирает между экраном и задней стеной, старого и почти не пользующегося популярностью кинотеатра. Причиной смерти стала не только рана, но и раковая опухоль (о которой Барбарио так и не узнал), развившаяся из-за отвратительного питания в тюрьме, из которой Барбарио сбежал накануне.
Дальше действие развивается полгода спустя.

#### Голый Мозг
Работающий в поле фермер убирает камень, под которым погребено ужасное чудовище. Монстр выбирается наружу и начинает убивать всех в округе. Единственное, что может остановить кошмарное существо, это камень, испачканный менструальной кровью женщины.

#### Исповедь савана
Душа человека, убитого дельцами порно-мафии, вселяется в саван, который жестоко мстит своим обидчикам.

#### Козлы отпущения
Туристы, плывущие на яхте, натыкаются на пустынный островок, где в загоне бродят несколько козлов. Один из отдыхающих убивает животных, не подозревая, что они являются жертвой утопленникам, покоящимся на дне морском, и теперь разгневанные мертвецы придут за ними.

#### Остатки человеческого
Юноша-проститутка, отличающийся необычайно красивой внешностью, внезапно обнаруживает, что у него есть кошмарный двойник — ожившая деревянная кукла, все более и более приобретающая его наружность и посягающая на его душу.

### Том 4

#### Восстание
Чтобы Вы стали делать, если бы Вами постоянно командовали? Выполняли бы Вами всю работу, в том числе и самую грязную. Вас бы обжигали, били молотком, резали и многое другое, от чего Вам было бы неприятно и больно. Вы бы устроили восстание? А чем части нашего тела хуже нас?

#### Нечеловеческое состояние
Веревка с узелками таит в себе ужасные секреты, и при распутывании каждого узелка высвобождается неимоверное зло.

#### Откровение
Две души возвращаются на землю в призрачном виде, чтобы заново пережить трагедию своего прошлого, свершившуюся в комнате отеля. Когда-то женщина застрелила там своего мужа, а позже была приговорена к электрическому стулу. И вот сейчас, похоже, убийство грозит повториться вновь — на этот раз с другой парой.

#### Изыди, Сатана
Выживший из ума миллионер, желая призвать Сатану, строит на земле собственный ад. У Грегориуса было все. Но однажды, проснувшись ночью, он понял, что Господь оставил его. Чтобы вернуть милость Творца, он решает подвергнуть свою душу опасности, встретившись с Сатаной. Для этого он строит Ад на земле.

#### Время желаний
Испытание любовного средства — афродизиака превращается в катастрофу, порождая маньяка, насилующего и убивающего всех на своем пути.

### Том 5

#### Запретное
Собирая материал для своей темы, о граффити, в институт, Элен решила сделать несколько фотографий в полузаброшенном районе. В одном из домов она обнаруживает странное изображение. Пытаясь выяснить, кто на нем изображен, она узнает об ужасных убийствах, совершенные в этом районе, и о неком Кэндимене. Кто он такой, и какое имеет отношение ко всему, что происходит в районе?

#### Мадонна
Джерри Колохоун — средней руки предприниматель, не отличающийся особой чистоплотностью, хочет провернуть выгодную сделку по продаже здания старого бассейна. Его партнер по сделке, мистер Эзра Харви тоже имеет сомнительную репутацию и криминальное прошлое. Ознакомительная «экскурсия» по зданию, предпринятая Джерри прошла как будто бы нормально. Однако Эзра, не удовлетворившись первым беглым осмотром комплекса, проникает туда снова, на сей раз в одиночестве, и обнаруживает там нечто такое, что изменило его навсегда.

#### Дети Вавилона
Рискованная прогулка по небольшому пустынному острову, затерянному в эгейском море, закончилась для Ванессы плачевно: она наткнулась на группу каких-то странных построек, напоминающих монастырь, и, волею случаю оказалась пленницей людей охранявших это диковинное место и его не менее диковинных обитателей.

#### Во плоти
Клив Смит, отбывающий срок в тюрьме, был неприятно удивлен, когда к нему в камеру посадили молодого паренька по имени Билли Тэйт. Начальник тюремного блока велел Кливу присматривать за ним, чтобы с парнем ничего не случилось. Но как оказалось Билли совсем не прост. Он совершил преступление намеренно, с целью попасть в ту самую тюрьму где много лет назад был повешен его дед. Узнав точное расположение могилы старика и установив с его духом контакт, он овладевает ужасающими способностями.

### Том 6

#### Жизнь Смерти
Из любопытства Элейн заходит в гробницу, в разваливающейся церкви, и выходит из неё «несущей смерть». Все кто её окружают начинают умирать. Самой же Элейн кажется что её преследует Смерть в человеческом обличии. Но так ли это?

#### Они заплатили кровью
Трое компаньонов купили «кусок» земли в бассейне Амазонки на котором с давних времен жили индейцы. Во время переговоров с ними с просьбой «убраться» с земли которую они купили, убивают маленького мальчика из племени. Вождь племени насылает на них проклятье — ужасную смерть.

#### Сумерки над башнями
Агент-перебежчик из КГБ может превращаться в чудовище, жаждущее крови. И он не одинок.

#### Последняя иллюзия
Знаменитый иллюзионист Сванн погибает в результате несчастного случая. Его вдова Доротея нанимает оккультного детектива Гарри Д’Амура: согласно последней воле Сванна, его тело должно находиться под присмотром сутки с момента смерти до кремации, а Доротея испытывает страх и ощущение слежки. Гарри соглашается, и в ту же ночь оказывается втянутым в череду сверхъестественных и ужасных событий, открывающих истинную личность Сванна и его врагов.

#### Послесловие: На улице Иерусалима
Этот рассказ включен лишь в некоторые английские издания книги и является сиквелом первого рассказа цикла — «Книга крови».
Леон Уайберд по заказу некоего коллекционера из Рио находит Саймона Макнила и снимает с него кожу с текстами «Книг крови». Внезапно кожа начинает кровоточить, и огромное количество пролившейся крови затапливает Уайберда. Он оказывается на «магистрали мертвых», где и рассказывает свою историю.

## Экранизации
Следующие рассказы цикла были экранизированы:
- «Голый мозг» — фильм «Царь зла» (другой вариант — «Страшила»), реж. Джордж Павлов (1986).
- «Йеттеринг и Джек» — сериал «Истории с Темной стороны», 7-я серия 4-го сезона (1987).
- «Запретное» — фильм «Кэндимэн» (другой вариант — «Леденец»), реж. Бернард Роуз (1992).
- «Последняя иллюзия» — фильм «Повелитель иллюзий», реж. Клайв Баркер (1995).
- «Восстание» — фильм «Автострада», реж. Мик Гаррис (1997).
- «Полночный поезд с мясом» — фильм «Полуночный экспресс», реж. Рюхэи Китамура (2008).
- «Книга крови» и «Послесловие: На улице Иерусалима» — фильм «Книга крови», реж. Джон Харрисон (2008).
- «Страх» — фильм «Страх», реж. Энтони ДиБлейси (2009).
- «Книги крови», реж. Брэннон Брага (2020)